# 약산고등학교
약산고등학교(藥山高等學校)는 대한민국 전라남도 완도군 약산면 장용리에 있는 공립 고등학교이다.

## 학교 연혁
- 1969년 3월 11일 : 약산중학교 개교 (3학급 인가)
- 1976년 3월 1일 : 약산중학교 12학급 운영
- 1984년 3월 23일 : 약산고등학교 개교(9학급 인가)
- 1992년 3월 1일 : 약산고등학교 보통과 6학급 운영
- 1999년 9월 1일 : 약산중학교, 약산고등학교 통합 운영. 약산중고등학교 교명 변경
- 2000년 3월 1일 : 고등학교 보통과 3학급으로 변경 인가
- 2025년 2월 7일 : 중학교 제54회 7명 졸업(졸업생 총수 4,832명)
- 2025년 2월 7일 : 고등학교 제39회 18명 졸업(졸업생 총수 1,614명)
- 2025년 3월 1일 : 김동현 교장 부임(고등학교 제19대 교장)

## 참고 자료
- 약산고등학교 - 한국교육학술정보원 학교알리미